# Bergwiesen bei Dönschten
Bergwiesen bei Dönschten este o arie protejată (arie specială de conservare — SAC, sit de importanță comunitară — SCI) din Germania întinsă pe o suprafață de 15 ha, integral pe uscat.

## Localizare
Centrul sitului Bergwiesen bei Dönschten este situat la coordonatele 50°49′18″N 13°43′14″E / 50.8217°N 13.7206°E.

## Înființare
Situl Bergwiesen bei Dönschten a fost declarat sit de importanță comunitară în iunie 2002 pentru a proteja un număr necunoscut de specii din flora spontană și fauna sălbatică aflate în arealul zonei. Situl a fost protejat și ca arie specială de conservare în aprilie 2011.

## Biodiversitate
Situată în ecoregiunea continentală, aria protejată conține 3 habitate naturale: Formațiuni ierboase bogate în specii de Nardus, dezvoltate pe substraturi silicioase în zone montane (și în zone submontane, în Europa continentală), Fânețe de joasă altitudine (Alopecurus pratensis, Sanguisorba officinalis), Fânețe montane.
La baza desemnării sitului se află un număr nedeclarat de specii protejate: